# Seznam ústavních zákonů České republiky
Seznam ústavních zákonů České republiky, které tvoří ústavní pořádek České republiky. Ostatní ústavní zákony, které dříve na území České republiky platily, byly buď zrušeny nebo mají již jen sílu „obyčejných“ zákonů.
- Ústavní zákon č. 102/1930 Sb., o úpravě státních hranic s Německem, Rakouskem a Maďarskem
- Ústavní zákon č. 205/1936 Sb., o úpravě státních hranic s Německem
- Ústavní zákon č. 62/1958 Sb., o konečném vytyčení státních hranic s Polskou lidovou republikou
- Ústavní zákon České národní rady č. 30/1974 Sb., o souhlasu ke změnám hranic České socialistické republiky
- Ústavní zákon č. 66/1974 Sb., o změnách státních hranic s Rakouskou republikou
- Ústavní zákon České národní rady č. 121/1981 Sb., o souhlasu ke změnám hranic České socialistické republiky s Německou demokratickou republikou
- Ústavní zákon č. 37/1982 Sb., o změnách státních hranic s Německou demokratickou republikou
- Ústavní zákon České národní rady č. 43/1988 Sb., o souhlasu ke změnám hranic České socialistické republiky na hraničních vodních tocích s Polskou lidovou republikou
- Ústavní zákon č. 169/1988 Sb., o změnách průběhu státních hranic na hraničních vodních tocích s Polskou lidovou republikou
- Ústavní zákon České národní rady č. 1/1993 Sb., Ústava České republiky
- Usnesení předsednictva České národní rady č. 2/1993 Sb., o vyhlášení LISTINY ZÁKLADNÍCH PRÁV A SVOBOD jako součásti ústavního pořádku České republiky
- Ústavní zákon České národní rady č. 4/1993 Sb., o opatřeních souvisejících se zánikem České a Slovenské Federativní Republiky
- Ústavní zákon České národní rady č. 29/1993 Sb., o některých dalších opatřeních souvisejících se zánikem České a Slovenské Federativní Republiky
- Ústavní zákon č. 74/1997 Sb., o změnách státních hranic se Slovenskou republikou
- Ústavní zákon č. 347/1997 Sb., o vytvoření vyšších územních samosprávných celků a o změně ústavního zákona České národní rady č. 1/1993 Sb., Ústava České republiky
- Ústavní zákon č. 69/1998 Sb., o zkrácení volebního období Poslanecké sněmovny
- Ústavní zákon č. 110/1998 Sb., o bezpečnosti České republiky
- Ústavní zákon č. 162/1998 Sb., kterým se mění Listina základních práv a svobod
- Ústavní zákon č. 300/2000 Sb., kterým se mění ústavní zákon č. 1/1993 Sb., Ústava České republiky, ve znění ústavního zákona č. 347/1997 Sb., a ústavní zákon č. 110/1998 Sb., o bezpečnosti České republiky
- Ústavní zákon č. 176/2001 Sb., kterým se mění ústavní zákon č. 347/1997 Sb., o vytvoření vyšších územních samosprávných celků a o změně ústavního zákona České národní rady č. 1/1993 Sb., Ústava České republiky
- Ústavní zákon č. 395/2001 Sb., kterým se mění ústavní zákon České národní rady č. 1/1993 Sb., Ústava České republiky, ve znění pozdějších předpisů
- Ústavní zákon č. 448/2001 Sb., kterým se mění ústavní zákon č. 1/1993 Sb., Ústava České republiky, ve znění ústavního zákona č. 347/1997 Sb., ústavního zákona č. 300/2000 Sb. a ústavního zákona č. 395/2001 Sb.
- Ústavní zákon č. 515/2002 Sb., o referendu o přistoupení České republiky k Evropské unii a o změně ústavního zákona České národní rady č. 1/1993 Sb., Ústava České republiky, ve znění pozdějších ústavních zákonů
- Ústavní zákon č. 76/2004 Sb., o změnách státních hranic s Rakouskou republikou
- Ústavní zákon č. 633/2004 Sb., o změně státních hranic se Spolkovou republikou Německo
- Ústavní zákon č. 195/2009 Sb., o zkrácení pátého volebního období Poslanecké sněmovny – zrušen nálezem Ústavního soudu č. 318/2009 Sb.
- Ústavní zákon č. 319/2009 Sb., kterým se mění ústavní zákon č. 1/1993 Sb., Ústava České republiky, ve znění pozdějších ústavních zákonů
- Ústavní zákon č. 135/2011 Sb., kterým se mění ústavní zákon č. 347/1997 Sb., o vytvoření vyšších územních samosprávných celků a o změně ústavního zákona České národní rady č. 1/1993 Sb., Ústava České republiky, ve znění ústavního zákona č. 176/2001 Sb.
- Ústavní zákon č. 71/2012 Sb., kterým se mění ústavní zákon č. 1/1993 Sb., Ústava České republiky, ve znění pozdějších ústavních zákonů
- Ústavní zákon č. 235/2012 Sb., o změnách státních hranic s Rakouskou republikou
- Ústavní zákon č. 98/2013 Sb., kterým se mění ústavní zákon č. 1/1993 Sb., Ústava České republiky, ve znění pozdějších ústavních zákonů
- Ústavní zákon č. 295/2021 Sb., kterým se mění Listina základních práv a svobod, ve znění ústavního zákona č. 162/1998 Sb.